# چلچله پرو
چلچله پرو (نام علمی: Progne murphyi) نام یک گونه از سرده پروکن‌پرستوها است.